# Gare de Rouses Point
La  gare de Rouses Point est une gare ferroviaire des États-Unis à Rouses Point dans l'État de New York; elle est desservie par l'Adirondack d'Amtrak, train entre Montréal et New York.

## Service des voyageurs

### Desserte
Elle est desservie par une liaison longue-distance Amtrak :
- L'Adirondack: Montréal - New York